# Partido Revolucionário dos Panteras Negras
O Partido Revolucionário dos Panteras Negras (em inglês: Revolutionary Black Panther Party, RBPP) é uma organização revolucionária norte-americana que defende o nacionalismo negro. O Partido Revolucionário dos Panteras Negras reivindica a continuidade do Partido dos Panteras Negras da década de 1960, já que seu líder Alli Muhammad (intitulado Chefe-Geral em Comando), foi um membro do partido original. Em 1992 o RBPP foi oficialmente nomeado e continua com seus objetivos iniciais de "proteger e defender nosso povo contra genocídio, limpeza étnica, crimes contra a humanidade, o Holocausto Negro Africano e a guerra racial travada contra pessoas de ascendência africana".
Sua "missão militar" declarada é alimentar, vestir, abrigar, treinar e defender o povo. Atualmente o RBPP possui mais de 20 programas sociais e comunitários nos Estados Unidos e no mundo, como por exemplo programas gratuitos de café da manhã, programas médicos, clínicas de saúde, educação política, escolas, programas de estabilidade familiar, prevenção de violência doméstica, programas sobre abuso de substâncias, programas sobre abuso infantil, nutrição, limpeza comunitária, autodefesa e muitos outros. A RBPP se caracteriza como o Partido de ação, proatividade e resultados, em vez de retórica, agitação e sensacionalismo.
O RBPP se considera o "mesmo" Partido dos Panteras Negras da década de 1960, apenas lidando com os padrões atuais de guerra, sofrimento e opressão. Segundo Muhammad: "Crescer um 'filhote de Pantera'... algumas coisas ficam enraizadas em você que você não pode nunca tirar de você, e isso amadurece, é difícil apagar essa maturidade e, como uma pantera totalmente crescida, ela vive na Revolução, no Partido Revolucionário dos Panteras Negras... ".

## Antiterrorismo
O RBPP declara que não são terroristas ou extremistas e, de fato, se opõem ao terrorismo, extremismo, violência e crime em todas as frentes, independentemente de quem seja o responsável. Segundo Alli Muhammad, o chefe-geral em comando (CGEC) da RBPP, "somos contra o extremismo e a violência em todas as frentes. Nós assumimos uma posição de legítima defesa, mas como vítimas do pior ataque terrorista da história, o Holocausto Negro Africano, nunca poderíamos apoiar ou se envolver em terrorismo de qualquer forma. Somos contra todas as formas de terrorismo e extremismo e defendemos os direitos humanos do povo negro africano... ".

## Marchas Armadas dos Negros Contra o Genocídio e Terrorismo
O RBPP lançou o que eles chamam de "Movimento Armado dos Direitos Humanos dos Negros" e "Caminhada pela Liberdade Armada" e realizou uma "Marcha Armada dos Direitos Humanos" com machetes e fuzis no bairro Central West End (comunidade branca), em Saint Louis, pelo que, segundo Alli Muhammad, foi "em homenagem à humanidade" das vítimas negras como Mike Brown Jr., Alton Sterling, Angelo Brown e Darren Seals.

## Processo em Milwaukee
O RBPP está atualmente envolvido em um processo de 400 milhões de dólares contra o departamento de polícia de Milwaukee, Wisconsin, por "atacar" um de seus programas alimentares, pegando armas "ilegalmente" e batendo na boca de um pantera negra (filhote) de 10 anos de idade. A RBPP possui programas alimentares em todo o país, 7 dias por semana e no ano passado eles alimentaram 5 milhões de pessoas.